# Antonio Pérez Quijano
Antonio Pérez Quijano fue un militar español que participó en la Guerra civil española.
Militar procedente de milicias, posteriormente ingresaría en el Cuerpo de Carabineros. En la primavera de 1937 fue nombrado comandante de la 3.ª Brigada Mixta, al frente de esta unidad intervino en las batallas de Segovia y Brunete. Posteriormente asumió el mando de la 211.ª Brigada Mixta. En marzo de 1938, tras el comienzo de la ofensiva franquista en Aragón, se hizo cargo de una agrupación compuesta por restos de unidades republicanas procedentes del norte del río Ebro. Poco después, el 5 de abril, fue nombrado jefe de Estado Mayor del XXII Cuerpo de Ejército. Se mantuvo en este puesto hasta noviembre de 1938.